# Amytornis textilis
Amytornis textilis là một loài chim trong họ Maluridae.